# Johann Georg Ilg
Johann Georg Ilg (* 1771 in Hütteldorf bei Wien; † 20. Februar 1836 in Prag) war ein österreichischer Mediziner.
Ilg war zunächst von 1788 bis 1804 Militärarzt in der österreichischen Armee (Unterarzt und Oberfeldarzt), bevor er 1804 Lehrer an der Josephsakademie in Wien wurde. 1807 wurde er promoviert und 1808 öffentlich lehrender Prosektor an der Josephsakademie. 1809 wurde er Prosektor für Anatomie an der Universität Prag, wo er 1810 ordentlicher Professor wurde und 1834 in den Ruhestand ging.
Er war die treibende Kraft bei der Gründung der neuen anatomischen Lehranstalt 1830 in Prag und bereicherte die anatomischen Universitätssammlungen in Wien und Prag.
Ilg befasste sich mit der Anatomie des Gehörgangs. Von ihm stammt eine Verbesserung (Wiener Modell) des Endoskops von Philipp Bozzini aus dem Jahr 1806.

## Schriften
- Grundlinien der Zergliederungskunde des Menschenkörpers, 2 Bände., 1811, 1812
- Einige anatomische Beobachtungen, enthaltend eine Berichtigung, der zeitherigen Lehre vom Bau der Schnecke des menschlichen Gehörorgans, nebst einer anatomischen Beschreibung und Abbildung eines durch außerordentlichen Knochenwuchs sehr merkwürdigen menschlichen Schädels, 1821
- Anatomische Monographie der Sehnenrollen, 2 Hefte, 1823